# 福井達雨
福井 達雨（ふくい たつう、1932年3月25日 - 2022年9月6日）は、日本の教育者。滋賀県近江八幡市生まれ。

## 経歴
- 1956年同志社大学神学部卒業、学生運動のリーダーだった学生時代から障害者問題や差別問題に関心を寄せていた。その後、大阪基督教学院で、教育心理学を学ぶ。
- 1962年4月に、同志社大学神学部の緒方純雄のグループに参加する。知能に重度の障害を持つ子供たちの学園を設立する活動を始めて、同年8月に止揚学園を近江八幡市の古い廃寺を借りて設立する。1966年に能登川町（現在の東近江市）に移転して、今日に至る。
- 『止揚』はヘーゲル哲学の弁証法の用語から取られている。
- 中日新聞社会福祉賞、京都新聞社会福祉賞、小原教育賞、毎日社会福祉顕彰を受賞。
- 学園運営、｢障がい児｣への差別・偏見をなくすための講演活動は、韓国、東南アジア、ヨーロッパにまで及ぶ。
- 京都教育大学、盛岡大学で、｢障がい児｣教育の特別講義もしている。
- 2022年9月6日、急性心筋梗塞のため滋賀県の自宅で逝去。満90歳[2]。

## 著作
- 「僕アホやない人間だ」（柏樹社）1969年
- 『りんごってウサギや 重い知恵おくれの子ども達とともに』柏樹社 柏樹新書　1971年
- 『アホかて生きているんや』教文館 1972年
- 「生命をかつぐって重いなあ」（柏樹社）1975年
- 『嫌われ、恐がられ、いやがられて 障害児差別と共に25年』明治図書出版 解放教育新書 1976年
- 『僕たち太陽があたらへん 重い知恵おくれの子供の中で』柏樹社 1977年
- 「子供に生かされ子供を生きる」（柏樹社）1978年
- 『僕たち心で勝つんや」（柏樹社）1978年
- 「子どもの笑顔を消さないで」（日本基督教団出版局）1980年
- 「心のひびきのつたわりを」（柏樹社）1982年
- 『ほんものとの出会い この子らとともに生きて』現代出版 1982年
- 『おばあちゃんをすてちゃいやだ!! パキスタンのむかしばなしより』馬嶋純子絵 偕成社 1983年
- 『月と星の国 父のパキスタン通信』金田常代,金田卓也絵 偕成社 1984年
- 『およげなかったかも』止陽学園の子どもたち絵 偕成社 1985年
- 「子どもの心に燃える火を」（日本基督教団出版局）1985年
- 『草は枯れ、花は散るとも 子どもらに生かされて35年』柏樹社 1986年
- 『春は空から ぬくもりエッセイ』止揚学園の子どもたち絵 いのちのことば社 1989年
- 『非合理に不器用にありのままに』明治図書出版 教育新書 1990年
- 『愛、それは行動です 心を燃やしてくれた子どもたち』柏樹社 1991年
- 『見えないものを 愛は損をすることです』止揚学園の人たち絵 いのちのことば社 1991年
- 『愛が咲いたよ』止揚学園の人たち絵 いのちのことば社 1993年
- 『愛がいっぱいいっぱい イラストエッセイ』文と絵 偕成社 1994年
- 『子どもは闇のなかに輝いている いじめのない世界』止揚学園の人たち絵 いのちのことば社 1995年
- 『ゆっくり歩こうなあ 愛の心で出会いたい』海竜社 1995年
- 『あなたは何処に行くのですか』海竜社 1997年
- 『小さなことに大きな愛を』止揚学園の人たち絵 いのちのことば社 1998年
- 『一人は力です』海竜社 1999年
- 『僕アホやない人間だ 2』海竜社 2001年
- 『生きるってうれしいなぁ』福音社 2008年
- 『やさしい心をもっていますか? 障害児と共に生き、社会と闘い、心を守った、ほんとうの教育』サンガ 2008年
- 『見えない言葉が聞こえてくる』いのちのことば社 2011年

### 編共著
- 『子どものためにではなく共に 止揚の保母たちと親の記録』編 明治図書出版 1979年
- 福井義人『みんなみんなぼくのともだち』高田真理子ほか絵 編 偕成社 1980年
- 『こわいことなんかあらへん』編 馬嶋克美絵・字 偕成社 1981年
- 『神様が笑った』エリザベス・ストローム共著 柏樹社 1982年
- 『心に燃えるもの 対談』宮城まり子共著 現代出版 1982年
- 止揚学園の子ども『みなみの島へいったんや』馬嶋克美字 編 偕成社 1982年
- 『生きるって悲しくて楽しいなあ 対談』大塚全教共著 柏樹社 1984年
- 『いのちを語る 落合恵子・福井達雨対談』現代出版 1984年
- 止揚学園作詩・作曲『子どもの笑顔を消さないで うたの絵本』編 止揚学園の子どもたち絵 偕成社 1987年
- 『よい天気、ありがとう ぬくもりエッセイ』福井光子共著 いのちのことば社 1987年
- 『にわとりさんはネ…』編 止揚学園園生絵 偕成社 1989年
- 『はしれムンシー!』編 止揚学園園生絵 偕成社 1989年